# トーマス・ローレンス (画家)

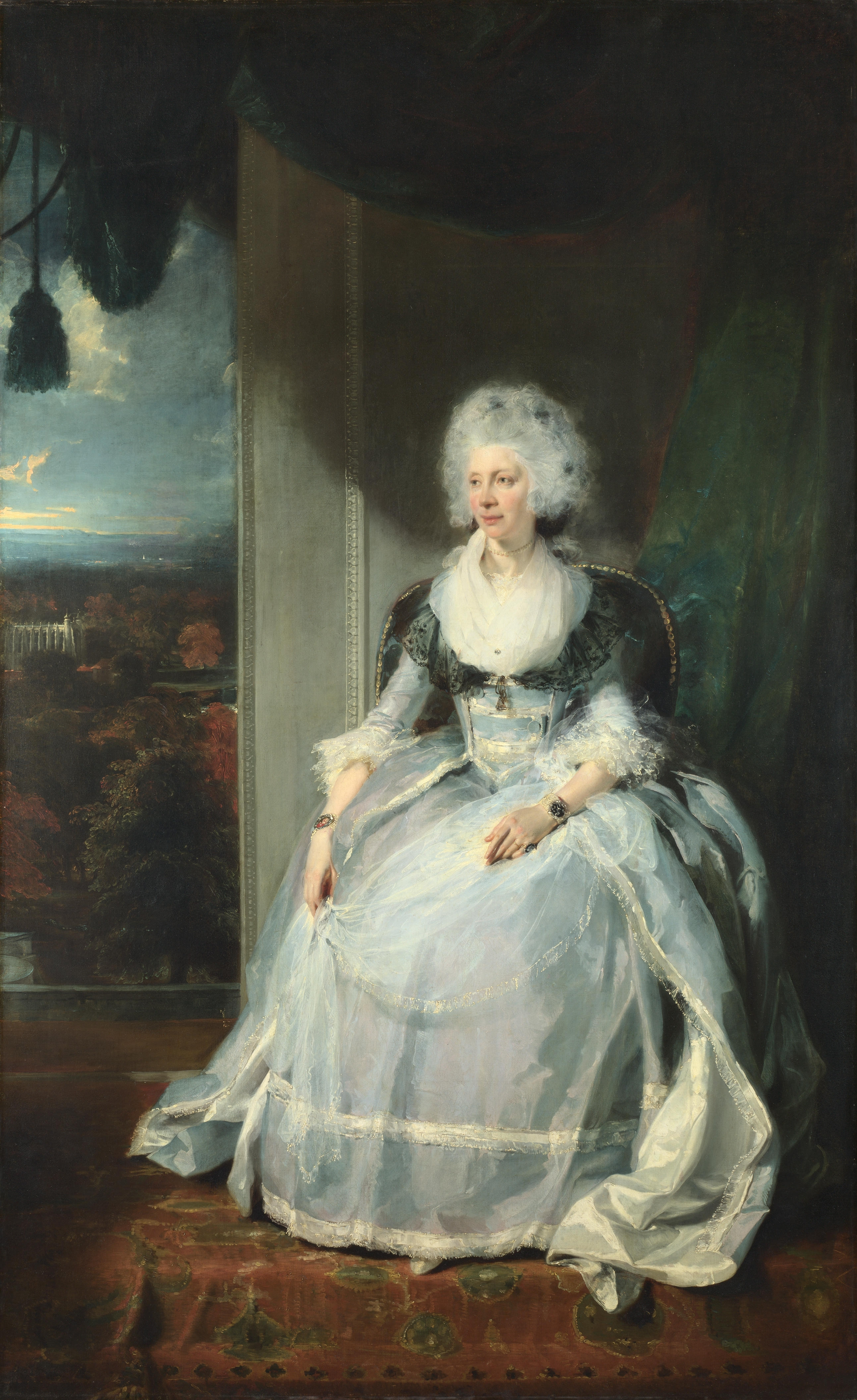
トーマス・ローレンス作『王妃シャーロットの肖像』、ナショナル・ギャラリー (ロンドン)

サー・トーマス・ローレンス（Sir Thomas Lawrence, 1769年4月13日 - 1830年1月7日）は、イギリスの画家。

## 生涯
ブリストルで生まれた。父は宿屋の主人で、最初にブリストルで、のちにデヴィゼス（ウィルトシャーの町）で経営していた。6歳のトーマスは、客の好きな物を描いたり、ジョン・ミルトンの晩年の演説をしたりするなど、子供ながらその片鱗を見せていた。1779年に事業の失敗で父はデヴィゼスを離れなければならなくなり、トーマスの早熟の才能が、家族の主たる収入源となっていった。彼はバース・ロード沿いで評判を得ていた。デビューはオックスフォードでのクレヨン肖像画家としてで、その時には後援者がついていた。1782年、一家はバースへ移り住んだ。若い芸術家トーマスは、すぐに1ギニーや1ギニー半でお洒落な人々の好むクレヨンで絵を描いて収入を得ていた。1784年、トーマスは賞をもらい、クレヨン芸術協会の銀製パレットを手に入れた。彼はラファエロ・サンティの『変容』を描いた後、油絵で描き始めた。
絵で身を立てる決意をしたトーマスは、1787年にロンドンへ出て、ジョシュア・レノルズに親切に迎えられてロイヤル・アカデミーの生徒となった。彼はほとんどすぐに絵を展示し始め、評判もたちまち上がり、1791年にはアカデミー会員となった。1792年にレノルズが亡くなると、さらなる成功への道が開けた。トーマスはただちにディレッタンティ協会の画家に任命され、レノルズの代わりに国王ジョージ3世のお抱え画家となった。1794年、彼は当代の社交界や王侯の肖像画を描くようになった。顧客にはイギリス一高名な人々も含まれていた。王太子妃キャロラインは彼の気に入りの主題の一つであったために、一時はキャロラインとの仲を疑われた。1815年、トーマスはナイトに授爵された。1818年、トーマスは依頼を受けてアーヘンへ行き、王侯や外交官たちの肖像を描いた。ウィーンとローマへも足を伸ばした。どこでも王侯から、際だって実物よりよく見せるやり方が気に入られ、芸術家として自身の利益になるように心得た宮廷儀礼も同様であった。18か月後に帰国し、彼が到着した日には、数日前に亡くなっていたベンジャミン・ウェストの部屋で、ロイヤル・アカデミーの会長職に選ばれた。1820年から会長職に就き、死の年まで務めた。彼は生涯結婚しなかった。
トーマス・ローレンスは、個人的な儀礼の資質と、流行の画家になるにふさわしい芸術の腕との両方を持っていた。そして、イギリスの肖像画家として高位に就いた。彼のより野心的な作品は古典様式で、彼のかつての著名な『サタン』像は今ほとんど忘れ去られている。
ローレンスの作品が最も展示されるのはウィンザーのウォータールー・ギャラリーである。収蔵品のほとんどは歴史的興味をひかれる。『ランプトン少年像』(Master Charles William Lambton)は600ギニーの価格でダーラム卿のため描かれた。これは彼の最高傑作の一つに数えられる。また、この絵を図案とした4ペンス切手が1967年に発行されている。

## ギャラリー

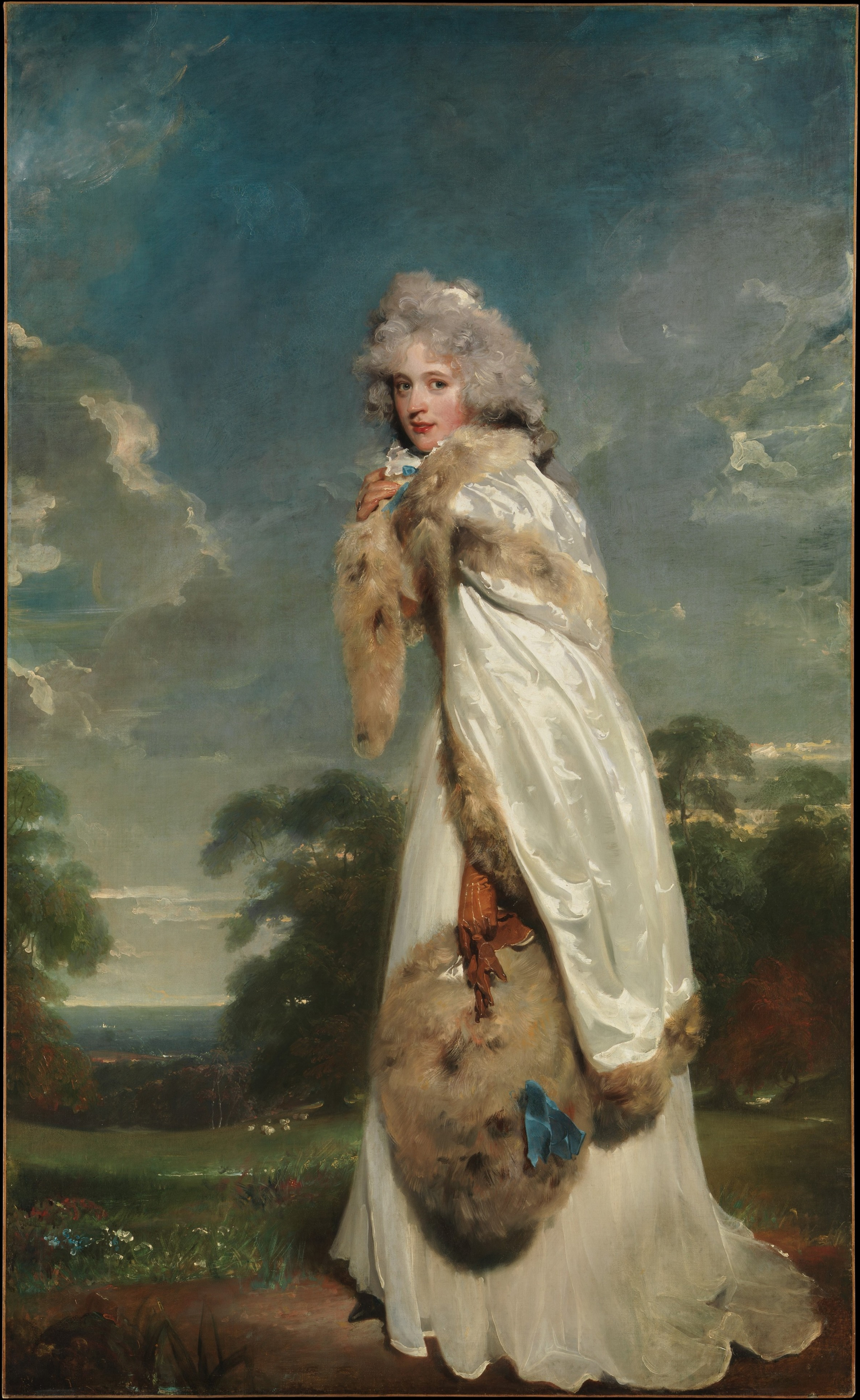
エリザベス・ファーレン（英語版）像（1791年以前）、メトロポリタン美術館
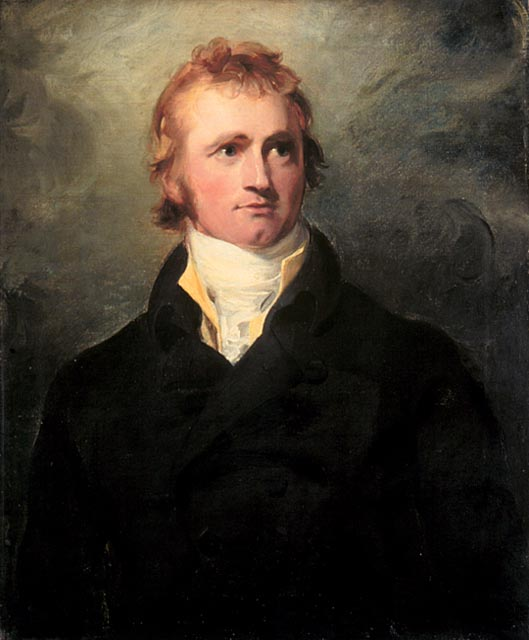
アレグザンダー・マッケンジーの肖像（1800年）、カナダ国立美術館
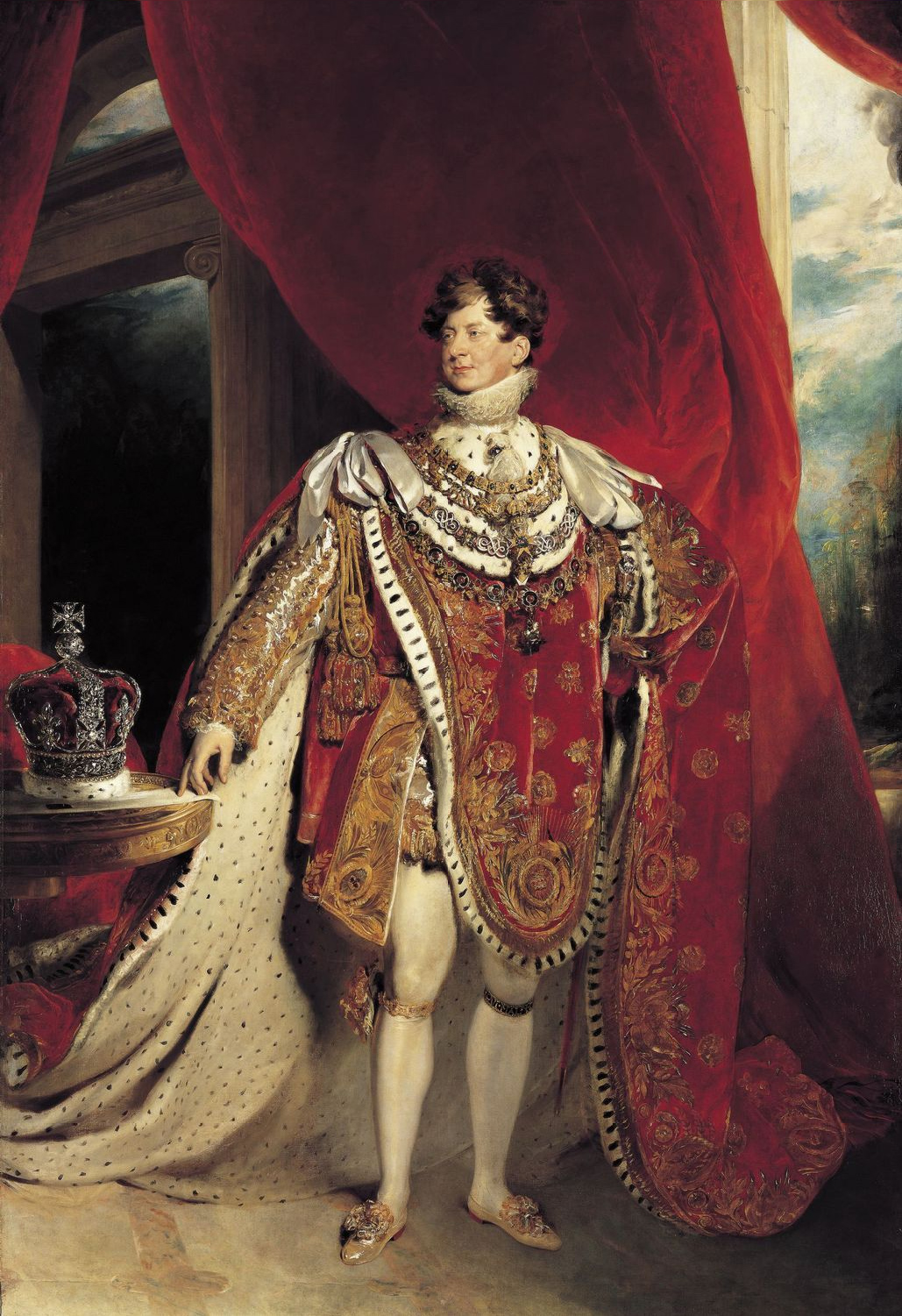
ジョージ4世（1821年）、ロイヤル・コレクション
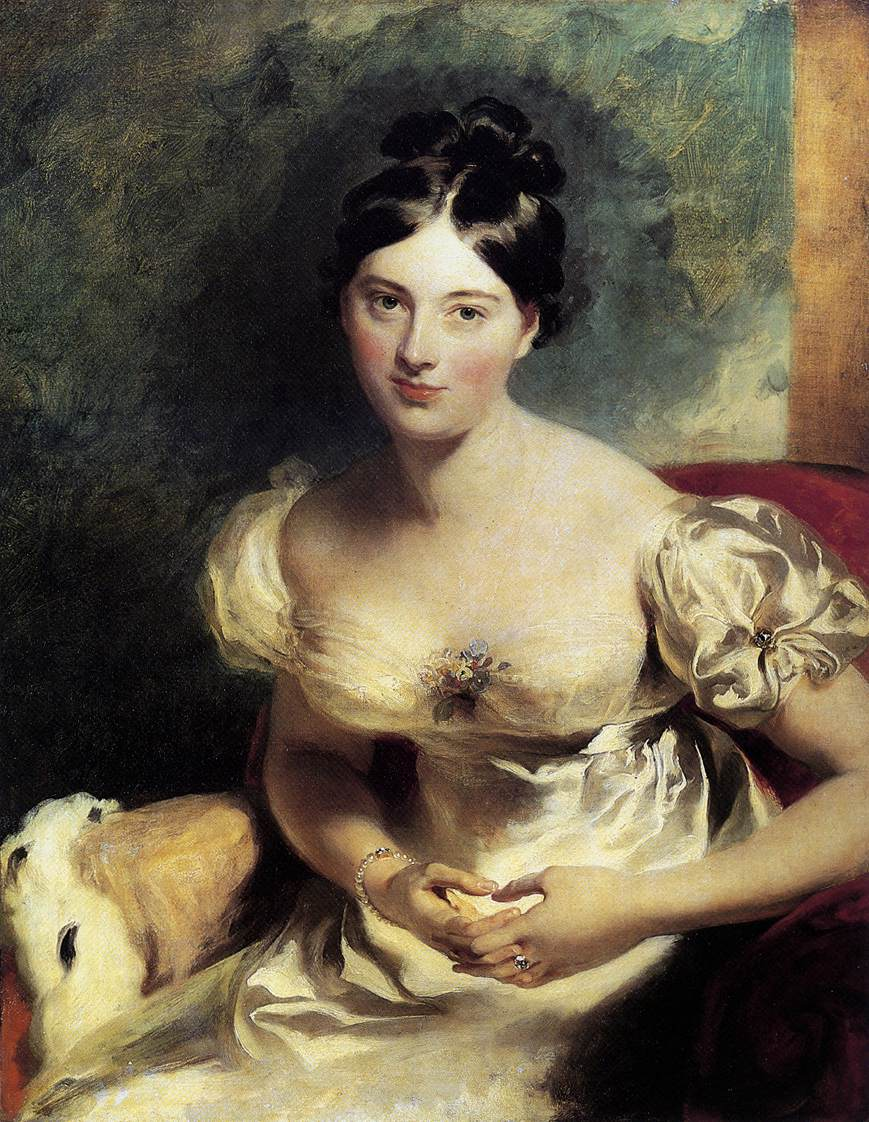
ブレッシントン伯爵夫人マーゲリット（英語版）の肖像（1822年）、ウォレス・コレクション
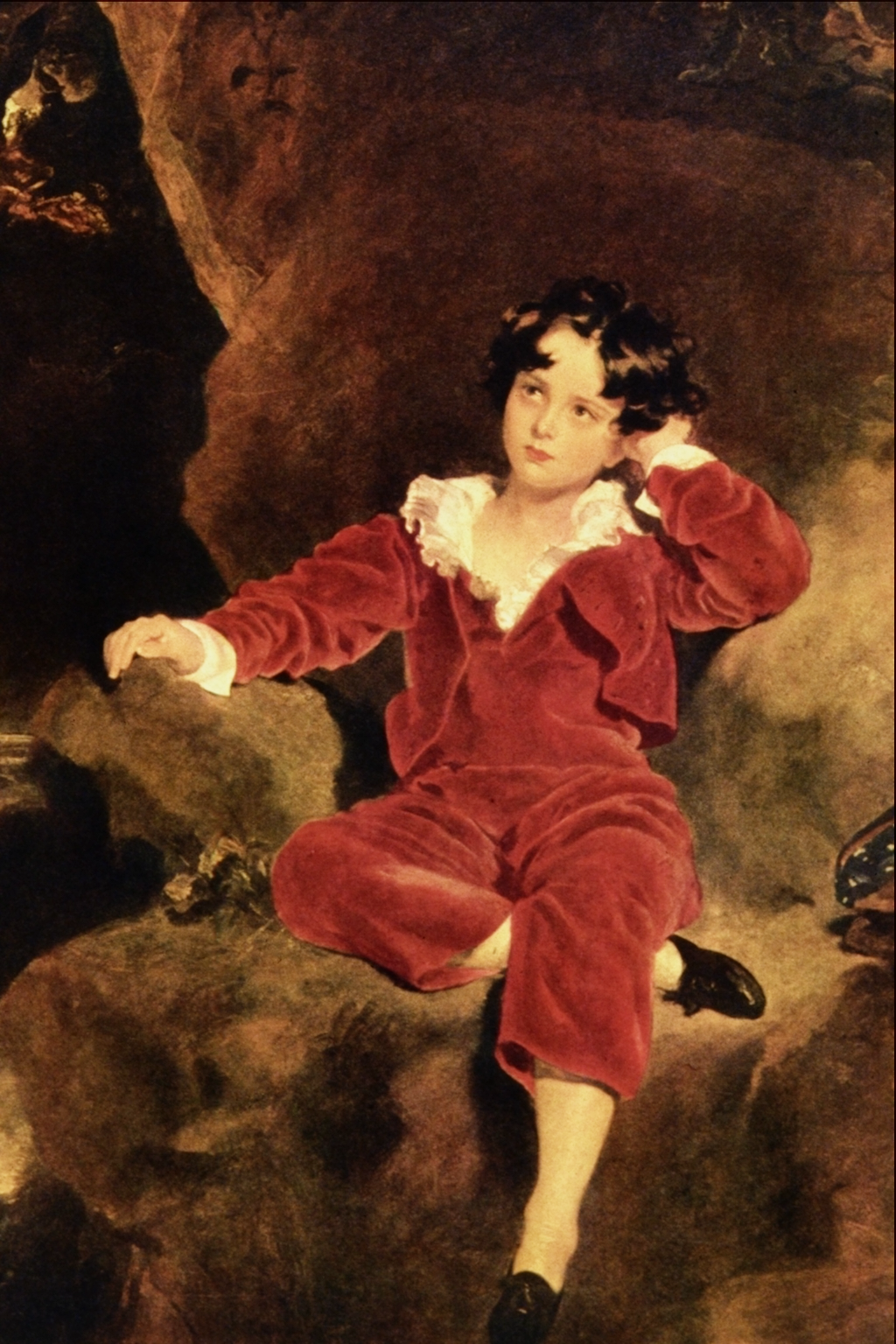
ランプトン少年像（1825年）